# Ratinger Hof

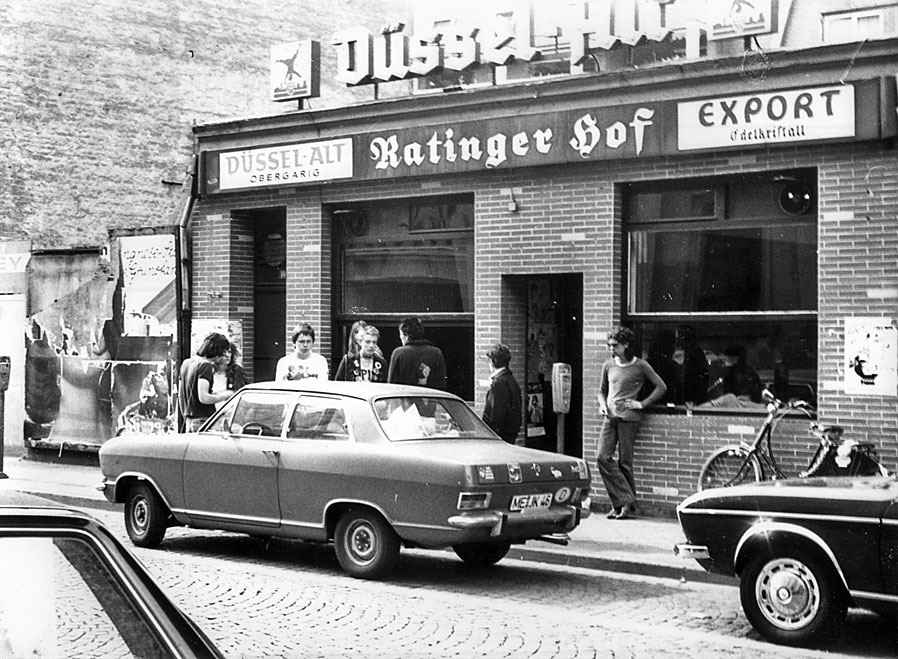
Der Ratinger Hof auf der Ratinger Straße in Düsseldorf 1978

Der Ratinger Hof war eine Düsseldorfer Künstlerkneipe der 1970er und frühen 1980er Jahre und Szenetreffpunkt der Undergroundkultur in Deutschland. Der Ratinger Hof wird häufig als Geburtsort des deutschen Punks angesehen. Die Kneipe liegt auf der Ratinger Straße Nr. 10 in der Düsseldorfer Altstadt.

## Entwicklung

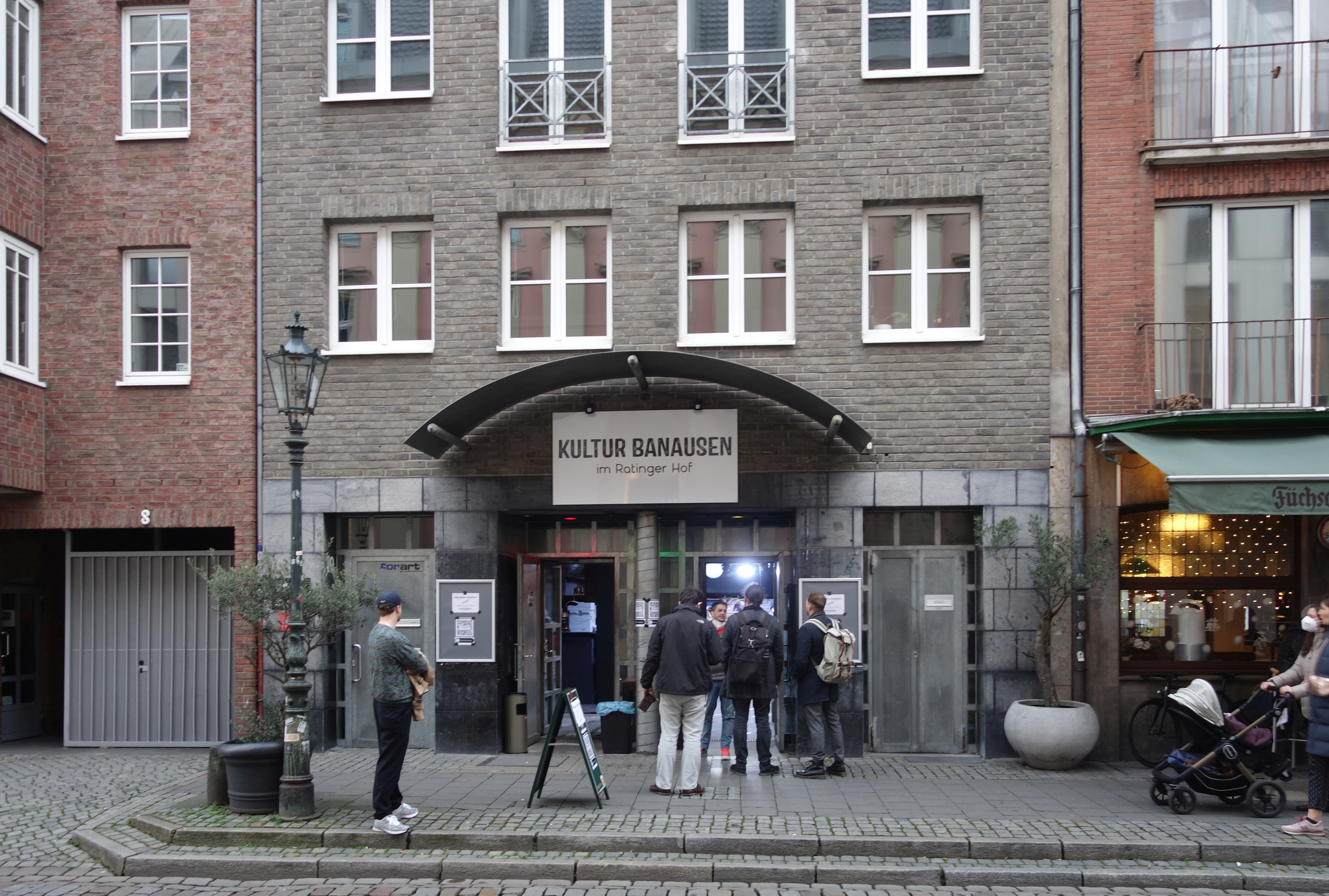
Kultur-Banausen im Ratinger Hof (2022)

Im Ratinger Hof, der bis Ende 1975 eine gemütlich eingerichtete Kneipe mit Sternenhimmel an der Decke, teppichbedeckten Tischen und Musikbox war, trafen sich Punks, Rocker, Mods und auch Psychedeliker wie in der Bar Creamcheese. Vergleichbare Institutionen in Berlin waren das SO36 und der Dschungel.
Von 1974 bis 1979 wurde der Ratinger Hof von Carmen Knoebel (der Frau Imi Knoebels) und Ingrid Kohlhöfer (der Frau Christof Kohlhöfers) betrieben. Im Jahr 1976 erfuhr der Ratinger Hof durch den Künstler Imi Knoebel eine radikale Umgestaltung. Alle Wände wurden weiß gestrichen und grelle Neonbeleuchtung angeschafft. Dies sorgte dafür, dass sich das Stammpublikum veränderte. Rocker und so genannte Althippies zogen es vor, andere Lokale aufzusuchen. Im von der Szene nur „Hof“ genannten Club fanden regelmäßig Konzerte von bekannten Punkbands wie 999, Wire, XTC, Dexys Midnight Runners, Pere Ubu, S.Y.P.H., Mittagspause, Fehlfarben, Male, Charley’s Girls, Family 5, der West-Berliner Band DIN A Testbild, Minus Delta t, Die nachdenklichen Wehrpflichtigen und anderen Bands statt. ZK, die Vorgängerband von Die Toten Hosen, spielte dort ihr erstes Konzert. Weitere wichtige Bands, die im Umfeld des Ratinger Hofs gegründet wurden, sind KFC, DAF – Deutsch-Amerikanische Freundschaft, Fred Banana Combo, Mania D und Östro 430.
Carmen Knoebel ermöglichte es den Musikern, im Bierkeller des „Hofs“ tagsüber zu proben, was beispielsweise von der Band ZK mit Sänger Campino genutzt wurde und dazu führte, dass sich viele junge Musiker dort regelmäßig ab dem frühen Nachmittag trafen. Auch Bands wie Kraftwerk, Neu! und La Düsseldorf gehörten zu den Gästen. Die damaligen Germanistikstudenten Hubert Winkels, heute Literaturkritiker, Peter Glaser und der 2005 verstorbene Dichter Thomas Kling trafen sich dort ebenso wie die frühen Düsseldorfer Punks zum Pogo. Die Musik dazu wurde zwischen 1979 und 1984 von den Discjockeys Markus Oehlen, Jimmy Radant, Detlef Lamprecht, dem „dicken Reinhold“, Xaõ Seffcheque, Waldi (Waldemar Jaeger) und Ziggy P (Siegfried Abrolat) präsentiert. Im März 1981 berichtete das Magazin Stern über den Ratinger Hof und stellte ihn als Geheimtipp vor. Zur gleichen Zeit begann sich die Neue Deutsche Welle auszubreiten.
Nach Schließung des Hofs 1989 beherbergte das Gebäude zeitweise eine Technodisco, die von Rolf Maier-Bode geführt wurde.
Erst seit 2003 wurde der Ratinger Hof unter dem Namen Stone wieder Auftrittsort für Musiker. Betreiber Timo und Judith Sen veranstalteten Rock- und Indie-Konzerte, gaben das Lokal aber 2020 während der Corona-Epidemie auf. Schon vorher war der Clubbetrieb stark rückläufig. Konzerte wurden von 2003 bis 2019 dort vom Düsseldorfer Konzertveranstalter Nico Spielmann (Beer & Music, B&M Concerts) organisiert, mit Bands wie Abstürzende Brieftauben, Agnostic Front, Mad Sin, Dog Eat Dog, The Dickies, Terry Hoax, Boppin’B, Liedfett, Pascow, Zebrahead, Demented Are Go, Crowbar, H2O, Adolescents, Das Pack, Hed PE & Crazy Town, Madball, Terror, The Peacocks, Jaya the Cat, Kapelle Petra, Die Sterne und vielen anderen. Auch Vom Ritchie, Schlagzeuger der Toten Hosen, stand mit mehreren Bands zusammen dort auf der Bühne (Spitting Vicars, Buster Shuffle, Dick York bzw. Cryssis)

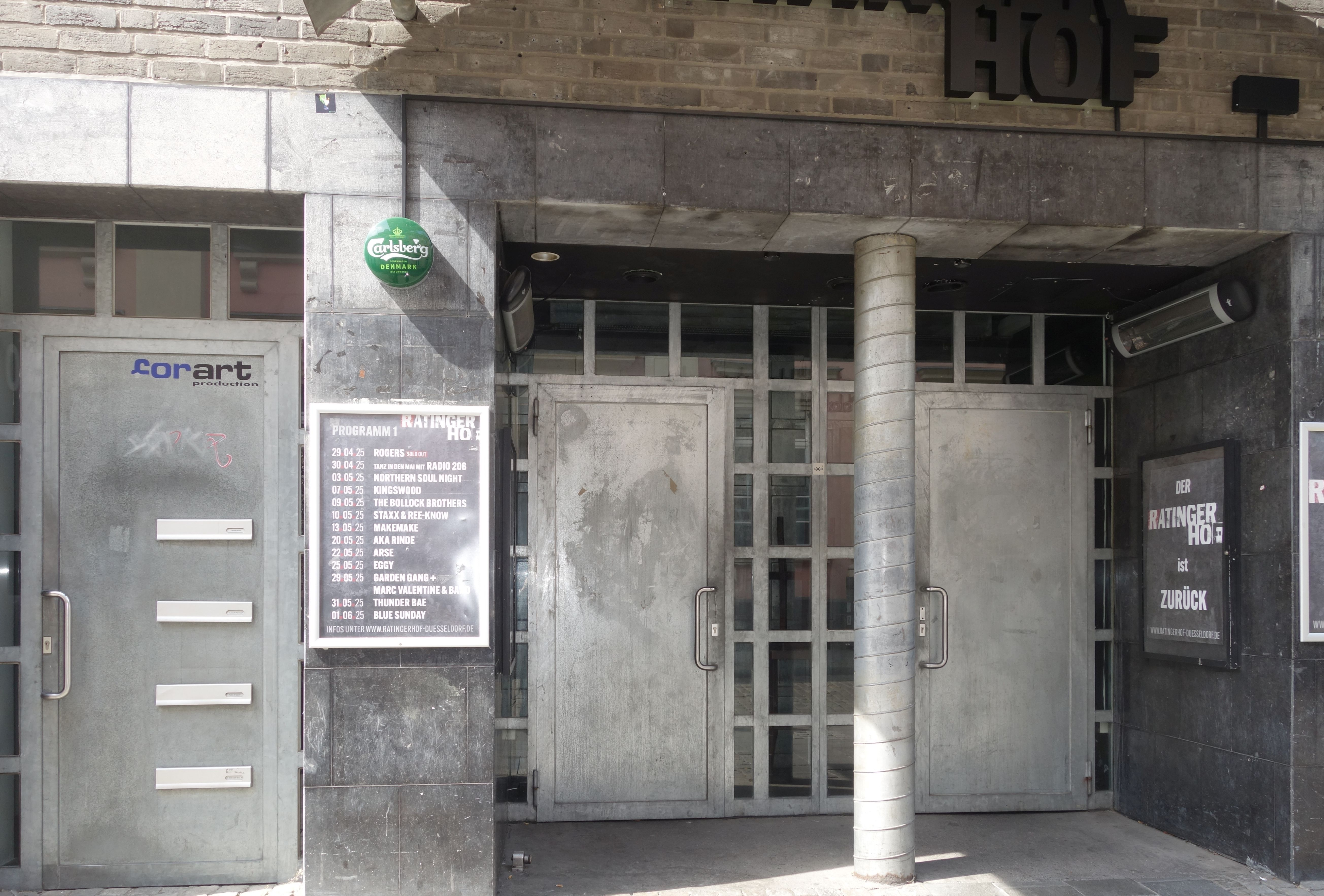
„Der Ratinger Hof ist zurück“ (2025)

Seit November 2020 setzen sich die Kulturbanausen e. G. für den kulturhistorisch relevanten Ort ein. In Form einer Genossenschaft arbeitet das Kollektiv daran, dort ein Soziokulturelles Zentrum zu etablieren.
Bedingt durch die im Juni 2023 angemeldete Insolvenz der Kulturbanausen e. G. leitete ab Juli 2023 Stanislava Balueva als alleinige Geschäftsführerin den neu gegründeten Hof. Die Lokalität schloss im Juni 2024.

## Kulturelle Relevanz
Im Ratinger Hof trafen sich viele Künstler, von denen einige in der ca. 300 Meter entfernten Kunstakademie Düsseldorf studierten oder unterrichteten. Dazu gehörten unter anderem Blinky Palermo, Imi Knoebel, Katharina Sieverding, Sigmar Polke, Thomas Ruff, Thomas Schütte, Axel Hütte, Trini Trimpop, Muscha, Christof Kohlhöfer, Klaus Mettig, A. R. Penck, Markus Oehlen, Jörg Immendorff und Joseph Beuys. Der Hof blieb bis zur Polizeistunde um ein Uhr morgens geöffnet, wobei das größte Gedränge sich häufig draußen auf der Ratinger Straße abspielte.
Die Kunstsammlung Nordrhein-Westfalen zeigte 2010 die Ausstellung Auswertung der Flugdaten, Kunst der 80er. Eine Düsseldorfer Perspektive, die Arbeiten von heute international bekannten Künstlern präsentierte, die im Ratinger Hof Stammgast waren.
Der Titel der Ausstellung Auswertung der Flugdaten stammt von Thomas Kling, einem Düsseldorfer Dichter, der in seinem Gedicht „Ratinger Hof, Zettbeh (3) – o nacht! ich nahm schon flugbenzin ..“ die nächtliche Atmosphäre im Hof poetisch verdichtete.
Die Ratinger-Hof-Szene ist Thema eines Dokumentarfilmes von Reda El Scherif und Konstantin Koewius mit Peter Hein, Andi Meurer, Carmen Knoebel, Jonny Bauer, Kurt Dahlke, Jürgen Krause, Monique Maaßen, Armin Campari und Eva Maria Goessling u. a.
Auch ist die Szene im Ratinger Hof zentrales Thema in Jürgen Teipels Doku-Roman Verschwende Deine Jugend über Punk und New Wave in Deutschland.

## Dokumentarfilm
- Keine Atempause – Düsseldorf, der Ratinger Hof und die Neue Musik, 2016, Oliver Schwabe, WDR